# Tibouchina tortuosa
Tibouchina tortuosa är en tvåhjärtbladig växtart som först beskrevs av Aimé Bonpland, och fick sitt nu gällande namn av Frank Almeda. Tibouchina tortuosa ingår i släktet Tibouchina och familjen Melastomataceae. Inga underarter finns listade i Catalogue of Life.